# 레이먼드 윌리엄스

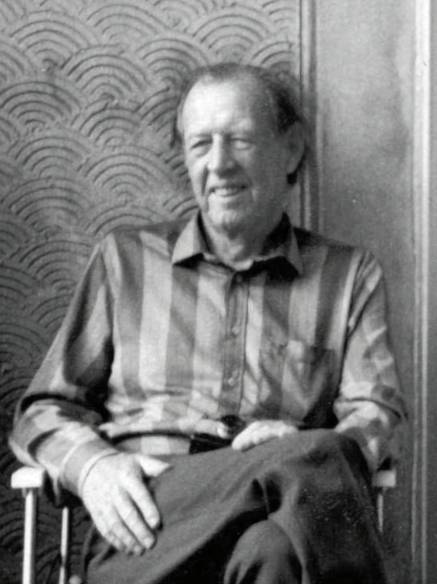

레이먼드 윌리엄스(Raymond Williams, 1921년 8월 21일 ~ 1988년 1월 26일)는 웨일스의 마르크스주의이론가, 학술가, 소설가, 비평가이다.

## 생애
1921년에 태어나 케임브리지의 트리니티 칼리지를 졸업하고, 1974년부터 1983년까지 케임브리지 대학의 연극과 교수로 재직했으며, 1988년 1월 26일 세상을 떠났다.
문화 연구에 끼친 윌리엄스의 영향은 엄청나다. 그는 문화 이론, 문화사, 텔레비전, 언론, 라디오와 광고에 대한 이해에 매우 중요한 업적을 남겼다. 앨런 오코너(Alan O’Connor)의 책의 참고 문헌에 나오는 인쇄된 윌리엄스의 저작 목록만도 39쪽에 이른다. 웨일스 노동계급 출신(그의 아버지는 철도 신호수였다)이며 학자로서는 케임브리지 대학의 연극과 교수이기도 하다.

## 저서
저서로는 ≪드라마와 공연(Drama in Performance)≫(1954), ≪문화와 사회(Culture and Society) 1780∼1950≫(1958), ≪장구한 혁명(The Long Revolution)≫(1961), ≪입센에서 브레히트까지의 희곡(Drama from Ibsen to Brecht)≫(1968), ≪시골과 도시(Country and City)≫(1973), ≪주요 어휘들(Key Words)≫(1976), ≪마르크스주의와 문학(Marxism and Literature)≫(1977) 등이 있다.

## 같이 보기
- 반자본주의
- 테리 이글턴